# Can Besora (Sant Joan de Vilatorrada)
Can Besora és un edifici del municipi de Sant Joan de Vilatorrada (Bages) que forma part de l'Inventari del Patrimoni Arquitectònic de Catalunya.

## Descripció
Construcció civil, es tracta d'una masia amb planta basilical, que repeteix un dels models més clàssics i definits per J. Danés. La masia està coberta amb doble vessant, amb el carener perpendicular a la façana principal, orientada a migdia; a aquesta s'hi va agregar un cos rectangular cobert amb doble vessant i perpendicular, que forma un porxo cobert i que trenca amb la simetria d'una façana clàssica.
L'esquema inicial s'amplià al sector de tramuntana amb un cos rectangular.

## Història
La masia de Can Besora està documentada l'any 1553 al fogatge fet a la parròquia de Santa Maria de Joncadella: "Joan Homs sta a Besora" segons el batlle Pere Torra de les Torres de Bages de la "parroquia de Sancta Maria de Joncadella".